# Gowdeyana ryckmani
Gowdeyana ryckmani är en tvåvingeart som först beskrevs av James 1965.  Gowdeyana ryckmani ingår i släktet Gowdeyana och familjen vapenflugor. Inga underarter finns listade i Catalogue of Life.